# Касмала (річка)
Касмала (рос. Касмала) — річка в Росії, ліва притока Обі, тече в Алтайському краї.
Касмала починається на заболоченому вододілі на південь від села Подстепне Ребрихінського району, тече удовж Касмалінського стрічкового бору на північний схід. Впадає в Об у Павловському районі Алтайського краю приблизно за 60 км нижче Барнаула. Довжина річки 119 км.
Басейн Касмали площею 2250 км² знаходиться на рівнинному Приобському плато і має форму витягнутої з південного заходу на північний схід вузької смуги, обмеженої з півночі вододілами Кулунди і Обі, а з півдня — Алею, тому усі притоки Касмали дуже короткі. Найбільші з них: Калманка, Ребриха, Барсучиха, Торбачиха, Боровлянка, Рогозіха, Фунтовка, Чернопятовка. Долина Касмали знаходиться в улоговині давнього стоку, у Касмалинському стрічковому борі. Річковий стік регулюється двома водосховищами в селах Ребриха (об'ємом близько 1 млн. м³) і Павловськ (2 млн. м³), які використовуються для риборозведення, зрошення і в рекреаційних цілях.
Повінь починається з початку квітня і триває до середини — кінця травня. Максимальний підйом рівня води 2–3,5 м, від витоку до гирла збільшується. Дощові паводки невеликі і трапляються рідко. Влітку у верхів'ях (до села Ребриха) Касмала пересихає, взимку у верхній та середній течії перемерзає, створюючи полої до 2 м. Річка замерзає на початку листопада, скресає у середині квітня; товщина криги 1–1,2 м.
Населені пункти на Касмалі: Подстепне, Паново, Ребриха, Рогозиха, Павловськ, Черноп'ятово, Касмала; на правому березі Обі навпроти гирла Касмали — село Барсуково (Тальменський район). Річка тече по території Ребрихінського і Павловського районів Алтайського краю.
У Павловську Касмалу перетинає автодорога Р-380 Новосибірськ — Камінь-на-Обі — Барнаул.

## Касмала-південна
Південніше села Кадниково Мамонтовського району бере початок ще одна річка Касмала. Касмала-південна також тече по Касмалінському бору, але у протилежний бік, на південний захід. Вона протікає через озеро Велике Острівне і впадає у безстічне озеро Гірке на території Мамонтовського району. Її загальна довжина 49 км (без врахування озер — 32 км).
| Ліві притоки Обі | Ліві притоки Обі | Ліві притоки Обі |
| ---------------- | ---------------- | ---------------- |
| → → Барнаулка →  | → Касмала →      | → Шегарка → →    |